# Aspalis
Aspalis (altgriechisch Ἁσπαλίς Aspalís) ist eine Gestalt aus der Griechischen Mythologie, und dort überliefert als die Tochter des Argaios, eines hochangesehenen Einwohners von Melitaia in Thessalien, Schwester des Astygites und Dienerin der jungfräulichen Göttin Artemis. 
Als sie erfuhr, dass der von den Bürgern Melitaias wegen seines finsteren Charakters „Tartaros“ genannte Tyrann der Stadt vorhabe, sie zu entführen und noch vor ihrer Hochzeit zu vergewaltigen, wie er es schon mit vielen anderen schönen Jungfrauen getan hatte, erhängte sie sich, um diesem Schicksal zu entgehen. 
Nachdem ihr Bruder sie gerächt hatte, indem er in ihre Kleider schlüpfte, in die Gemächer des Herrschers gelangte und diesen erschlug, sollte sie mit allen Ehren bestattet werden. Jedoch war ihr Leichnam nirgends auffindbar, wo immer man ihn auch suchte, da er durch göttlichen Willen entrückt worden war. Stattdessen fand man ein Holzbild von Aspalis neben dem der Artemis, von den Einheimischen Aspalis Ameilete Hekaerge genannt. Von diesem Zeitpunkt an hängten Jungfrauen dort alljährlich einen Ziegenbock auf, der noch nicht besprungen hatte, da auch Aspalis noch jungfräulich gewesen war.